# Coelidium villosum
Coelidium villosum là một loài thực vật có hoa trong họ Đậu. Loài này được (Schltr.) Granby mô tả khoa học đầu tiên.